# 新疆生产建设兵团第一师十三团
新疆生产建设兵团第一师十三团是中华人民共和国新疆生产建设兵团第一师下辖的一个团，与新疆维吾尔自治区阿拉尔市幸福镇实行“团镇合一”的管理体制。

## 行政区划
新疆生产建设兵团第一师十三团下辖以下单位：幸福路社区、红桥社区、健康东路社区、南一路社区、一连、二连、三连、四连、五连、六连、七连、八连、十连、十一连、十二连、十三连、十四连、十五连、十六连、十七连、十八连、十九连、二十连、二十一连、二十二连、二十三连、二十六连。